# Mehdi Moubarik
Mehdi Moubarik de son nom complet El Mehdi El Moubarik (en arabe : المهدي المبارك), né le 22 janvier 2001 à Rabat (Maroc), est un footballeur international marocain jouant au poste de milieu de terrain au Dinamo Makhatchkala, en prêt d'Al-Aïn FC.

## Biographie

### En club

#### Formation au FUS Rabat (2020-2022)
Mehdi Moubarik est formé au FUS de Rabat. Il fait ses débuts en pro sous les couleurs de son club formateur le 12 janvier 2020 à l'occasion d'un match de championnat face au Rapide Club d'Oued-Zem, sous son entraîneur Walid Regragui. Quelques jours plus tard, l'entraîneur quitte le club puis est remplacé par Mustapha El Khalfi. Il entre encore deux fois en jeu lors de la saison 2019-2020 et termine la saison à la quatrième place du classement du championnat.
Lors de la saison 2020-2021, il devient un élément important de son équipe et dispute au total 21 matchs en première division. En avril 2021, Demba Mbaye est présenté en tant que nouvel entraîneur, misant sa confiance sur la formation locale de jeunes talents. Le FUS Rabat termine la saison à la dixième place du classement du championnat. En fin de saison, le FUS Rabat refuse une offre du FC Porto pour le jeune milieu marocain à cause d'un montant peu élevée, à savoir 500 000 euros,. Il est également courtisé par le FC Metz,.
Lors de la saison 2021-2022, il dispute 20 matchs en première division et termine la saison à la cinquième place du championnat. Il termine la saison avec la distinction du meilleur espoir du championnat marocain de la saison.

#### Al-Aïn FC (depuis 2022)
Le 2 août 2022, il s'engage pour une durée de cinq saisons à Al-Aïn FC pour un peu plus d'un million d'euros,.

#### Raja CA (2023-2024)
La saison 2023-2024 voit le Raja réaliser un exploit historique en remportant le doublé coupe-championnat sans aucune défaite. Les Verts ont pourchassé l'AS FAR depuis le début de la saison jusqu'à la 29e journée quand Adam Ennafati marque le coup franc décisif à la dernière minute contre le Wydad et les propulse à la tête du classement. Le 14 juin 2024, le club s'assure le titre en s'imposant face au Mouloudia d'Oujda (0-3) et bat également le record des points avec 72 unités. Le 1er juillet, le Raja enchaîne avec une quatorzième victoire de suite en battant l'AS FAR encore une fois en finale de la Coupe du trône pour s'assurer le troisième doublé de son histoire.    

### En sélection
Mehdi Moubarik est convoqué en février 2021 pour prendre part à la Coupe d'Afrique U20 sous Zakaria Aboub. Moubarik inscrit deux buts lors de la phase de poule de ce tournoi, contre la Gambie et la Tanzanie. Le Maroc -20 ans parvient à atteindre les quarts de finale. Il est éliminé de la compétition à la suite d'une défaite sur séance de penaltys face à la Tunisie -20 ans. Il termine la compétition en figurant dans le onze type de la compétition.
Le 25 novembre 2021, il est sélectionné par Abdellah Idrissi avec le Maroc olympique pour un stage de préparation. Le 15 septembre 2022, il est convoqué par le nouveau sélectionneur Hicham Dmii avec le Maroc olympique pour une double confrontation face au Sénégal olympique dans le cadre d'un stage de préparation pour les qualifications aux Jeux olympiques d'été de 2024.
Le 9 octobre 2023, Issam Charaï lui fait appel pour se préparer aux deux confrontations amicales face à l'Irak le 12 octobre et la République dominicaine quatre jours plus tard à Casablanca.
Le 4 juillet 2024, il est sélectionné par Tarik Sektioui dans une liste de 22 joueurs avec le Maroc olympique pour prendre part aux Jeux olympiques 2024,.

## Style de jeu
Mehdi Moubarik est un milieu de terrain défensif récupérateur et bon relanceur. Technicien avec une bonne vision de jeu, Mehdi Moubarik peut également évoluer en tant que milieu relayeur.

## Statistiques
| Saison                | Club                  | Championnat           | Championnat | Championnat | Coupe(s) nationale(s) | Coupe(s) nationale(s) | Total | Total |
| Saison                | Club                  | Division              | M.          | B.          | M.                    | B.                    | M.    | B.    |
| 2019-2020             | FUS Rabat             | Botola                | 3           | 0           | 0                     | 0                     | 3     | 0     |
| 2020-2021             | FUS Rabat             | Botola                | 21          | 0           | 0                     | 0                     | 21    | 0     |
| 2021-2022             | FUS Rabat             | Botola                | 23          | 0           | 0                     | 0                     | 23    | 0     |
| Sous-total            | Sous-total            | Sous-total            | 47          | 0           | 0                     | 0                     | 47    | 0     |
| 2022-2023             | Al-Aïn FC             | UAE Pro League        | 22          | 0           | 12                    | 0                     | 34    | 0     |
| 2024-2025             | Al-Aïn FC             | UAE Pro League        | -           | -           | -                     | -                     | 0     | 0     |
| Sous-total            | Sous-total            | Sous-total            | 22          | 0           | 12                    | 0                     | 34    | 0     |
| 2023-2024             | Raja CA (prêt)        | Botola                | 23          | 0           | 4                     | 0                     | 27    | 0     |
| Sous-total            | Sous-total            | Sous-total            | 23          | 0           | 4                     | 0                     | 27    | 0     |
| Total sur la carrière | Total sur la carrière | Total sur la carrière | 92          | 0           | 16                    | 0                     | 108   | 0     |

## Palmarès

### En club
Al-Aïn FC
- Championnat des Émirats :
  - Vice-champion : 2023.
- Coupe de la ligue Pro :
  - Finaliste : 2023.
- Coupe des Émirats :
  - Finaliste : 2023.
- Supercoupe des Émirats :
  - Finaliste : 2023.

 Raja CA
- Botola Pro (1) :
  - Champion : 2023-24
- Coupe du Trône (1) :
  - Vainqueur : 2024

### Distinctions personnelles
- 2021 : Dans l'équipe type de la Coupe d'Afrique U20[22]
- 2022 : Meilleur espoir de la Botola Pro de la saison 2021-22.